# Filmes do Universo Cinematográfico Marvel
Os filmes do Universo Cinematográfico Marvel (no original, Marvel Cinematic Universe) são uma série de filmes de super-heróis americana, baseada em personagens que aparecem nas publicações da Marvel Comics. Os filmes estão em produção desde 2008, e nesse tempo a Marvel Studios produziu 37 filmes, com vários outros filmes em diferentes estágios de produção. A série tem arrecadado coletivamente mais de 31 bilhões de dólares em todo o mundo, tornando-se a franquia de maior bilheteria de todos os tempos.
Kevin Feige produziu todos os filmes no Universo Cinematográfico Marvel. Avi Arad atuou como produtor nos dois lançamentos de 2008, Gale Anne Hurd também produziu The Increbible Hulk e Amy Pascal produz os filmes do Homem-Aranha. Os filmes são escritos e dirigidos por uma variedade de indivíduos. A Sony Pictures distribui os filmes do Homem-Aranha, que continuam a possuir, financiar e ter o controle criativo final. Muitos dos atores, incluindo Robert Downey Jr., Chris Evans, Chris Hemsworth, Scarlett Johansson e Samuel L. Jackson assinaram contratos para estrelar vários filmes.
O primeiro filme no Universo Cinematográfico Marvel foi Iron Man (2008), que foi distribuído pela Paramount Pictures. A Paramount também distribuiu Iron Man 2 (2010), Thor (2011) e Captain America: The First Avenger (2011), enquanto a Universal Pictures distribuiu The Increbible Hulk (2008). Walt Disney Studios Motion Pictures começou a distribuir os filmes com The Avengers (2012), que concluiu a Fase Um da franquia. A Fase Dois inclui Iron Man 3 (2013), Thor: The Dark World (2013), Captain America: The Winter Soldier (2014), Guardians of the Galaxy (2014), Avengers: Age of Ultron (2015) e Ant-Man (2015).
Captain America: Civil War (2016) é o primeiro filme da Fase Três da franquia, e é seguido por Doctor Strange (2016), Guardians of the Galaxy Vol. 2 (2017), Spider-Man: Homecoming (2017), Thor: Ragnarok (2017), Black Panther (2018), Avengers: Infinity War (2018), Ant-Man and the Wasp (2018), Captain Marvel (2019), Avengers: Endgame (2019) e Spider-Man: Far From Home (2019). As três primeiras fases são coletivamente conhecidas como "A Saga do Infinito".
O grupo de filmes da Fase Quatro começou com Black Widow (2021), seguido por Shang-Chi and the Legend of the Ten Rings (2021), Eternals (2021), Spider-Man: No Way Home (2021), Doctor Strange in the Multiverse of Madness (2022) e Thor: Love and Thunder (2022), e encerrou com Black Panther: Wakanda Forever (2022).
A Fase Cinco começou com Ant-Man and the Wasp: Quantumania (2023), seguido por Guardians of the Galaxy Vol. 3 (2023), The Marvels (2023), Deadpool & Wolverine (2024) e Captain America: New World Order (2025) e encerrou com Thunderbolts* (2025).
A Fase Seis foi anunciada com The Fantastic Four: First Steps (2025), Spider Man: Brand New Day (2026), Avengers: Doomsday (2026) e Avengers: Secret Wars (2027). Assim, as Fases Quatro, Cinco e Seis são coletivamente conhecidas como "A Saga do Multiverso". Nessa saga também foram incluídas séries originais criadas para o Disney+.

## Filmes

### A Saga do Infinito
Os filmes da Fase Um até a Fase Três são conhecidos coletivamente como "A Saga do Infinito".
| Filme                               | Data de lançamento      | Diretor(es)             | Roteirista(s)                                                                                     | Produtor(es)                           |
| Fase Um                             | Fase Um                 | Fase Um                 | Fase Um                                                                                           | Fase Um                                |
| ----------------------------------- | ----------------------- | ----------------------- | ------------------------------------------------------------------------------------------------- | -------------------------------------- |
| Iron Man                            | 1 de maio de 2008       | Jon Favreau             | Mark Fergus, Hawk Ostby, Art Marcum e Matt Holloway                                               | Avi Arad e Kevin Feige                 |
| The Incredible Hulk                 | 13 de junho de 2008     | Louis Leterrier         | Zak Penn                                                                                          | Avi Arad, Gale Anne Hurd e Kevin Feige |
| Iron Man 2                          | 30 de abril de 2010     | Jon Favreau             | Justin Theroux                                                                                    | Kevin Feige                            |
| Thor                                | 29 de abril de 2011     | Kenneth Branagh         | Ashley Edward Miller, Zack Stentz e Don Payne                                                     | Kevin Feige                            |
| Captain America: The First Avenger  | 29 de julho de 2011     | Joe Johnston            | Christopher Markus e Stephen McFelly                                                              | Kevin Feige                            |
| The Avengers                        | 27 de abril de 2012     | Joss Whedon             | Joss Whedon                                                                                       | Kevin Feige                            |
| Fase Dois                           |                         |                         |                                                                                                   |                                        |
| Iron Man 3                          | 26 de abril de 2013     | Shane Black             | Drew Pearce e Shane Black                                                                         | Kevin Feige                            |
| Thor: The Dark World                | 1 de novembro de 2013   | Alan Taylor             | Christopher Yost, Christopher Markus e Stephen McFelly                                            | Kevin Feige                            |
| Captain America: The Winter Soldier | 10 de abril de 2014     | Anthony e Joe Russo     | Christopher Markus e Stephen McFeely                                                              | Kevin Feige                            |
| Guardians of the Galaxy             | 31 de julho de 2014     | James Gunn              | James Gunn e Nicole Perlman                                                                       | Kevin Feige                            |
| Avengers: Age of Ultron             | 23 de abril de 2015     | Joss Whedon             | Joss Whedon                                                                                       | Kevin Feige                            |
| Ant-Man                             | 16 de julho de 2015     | Peyton Reed             | Edgar Wright, Joe Cornish, Adam McKay e Paul Rudd                                                 | Kevin Feige                            |
| Fase Três                           |                         |                         |                                                                                                   |                                        |
| Captain America: Civil War          | 28 de abril de 2016     | Anthony e Joe Russo     | Christopher Markus e Stephen McFelly                                                              | Kevin Feige                            |
| Doctor Strange                      | 3 de novembro de 2016   | Scott Derrickson        | Jon Spaihts, Scott Derrickson e C. Robert Cargill                                                 | Kevin Feige                            |
| Guardians of the Galaxy Vol. 2      | 27 de abril de 2017     | James Gunn              | James Gunn                                                                                        | Kevin Feige                            |
| Spider-Man: Homecoming              | 6 de julho de 2017      | Jon Watts               | Jonathan Goldstein, John Francis Daley, Jon Watts, Christopher Ford, Chris McKenna e Erik Sommers | Kevin Feige e Amy Pascal               |
| Thor: Ragnarok                      | 26 de outubro de 2017   | Taika Waititi           | Eric Pearson, Craig Kyle e Christopher L. Yost                                                    | Kevin Feige                            |
| Black Panther                       | 15 de fevereiro de 2018 | Ryan Coogler            | Ryan Coogler e Joe Robert Cole                                                                    | Kevin Feige                            |
| Avengers: Infinity War              | 26 de abril de 2018     | Anthony e Joe Russo     | Christopher Markus e Stephen McFelly                                                              | Kevin Feige                            |
| Ant-Man and the Wasp                | 5 de julho de 2018      | Peyton Reed             | Chris McKenna, Erik Sommers, Paul Rudd, Andrew Barrer e Gabriel Ferrari                           | Kevin Feige e Stephen Broussard        |
| Captain Marvel                      | 7 de março de 2019      | Anna Boden e Ryan Fleck | Anna Boden, Ryan Fleck e Geneva Robertson-Dworet                                                  | Kevin Feige                            |
| Avengers: Endgame                   | 25 de abril de 2019     | Anthony e Joe Russo     | Christopher Markus e Stephen McFelly                                                              | Kevin Feige                            |
| Spider-Man: Far From Home           | 4 de julho de 2019      | Jon Watts               | Chris McKenna e Erik Sommers                                                                      | Kevin Feige e Amy Pascal               |

### A Saga do Multiverso
As Fases também incluem várias séries e dois especiais no Disney+. Os filmes da Fase Quatro até a Fase Seis são conhecidos coletivamente como "A Saga do Multiverso".
| Filme                                       | Data de lançamento      | Diretor(es)           | Roteirista(s)                                                    | Produtor(es)                                                  |
| Fase Quatro                                 | Fase Quatro             | Fase Quatro           | Fase Quatro                                                      | Fase Quatro                                                   |
| ------------------------------------------- | ----------------------- | --------------------- | ---------------------------------------------------------------- | ------------------------------------------------------------- |
| Black Widow                                 | 9 de julho de 2021      | Cate Shortland        | Eric Pearson                                                     | Kevin Feige                                                   |
| Shang-Chi and the Legend of the Ten Rings   | 3 de setembro de 2021   | Destin Daniel Cretton | David Callaham, Destin Daniel Cretton e Andrew Lanham            | Kevin Feige e Jonathan Schwartz                               |
| Eternals                                    | 5 de novembro de 2021   | Chloé Zhao            | Chloé Zhao, Patrick Burleigh, Ryan Firpo e Kaz Firpo             | Kevin Feige e Nate Moore                                      |
| Spider-Man: No Way Home                     | 17 de dezembro de 2021  | Jon Watts             | Chris McKenna e Erik Sommers                                     | Kevin Feige e Amy Pascal                                      |
| Doctor Strange in the Multiverse of Madness | 6 de maio de 2022       | Sam Raimi             | Michael Waldron                                                  | Kevin Feige                                                   |
| Thor: Love and Thunder                      | 8 de julho de 2022      | Taika Waititi         | Taika Waititi e Jennifer Kaytin Robinson                         | Kevin Feige e Brad Winderbaum                                 |
| Black Panther: Wakanda Forever              | 11 de novembro de 2022  | Ryan Coogler          | Ryan Coogler e Joe Robert Cole                                   | Kevin Feige                                                   |
| Fase Cinco                                  |                         |                       |                                                                  |                                                               |
| Ant-Man and the Wasp: Quantumania           | 17 de fevereiro de 2023 | Peyton Reed           | Jeff Loveness                                                    | Kevin Feige e Stephen Broussard                               |
| Guardians of the Galaxy Vol. 3              | 5 de maio de 2023       | James Gunn            | James Gunn                                                       | Kevin Feige                                                   |
| The Marvels                                 | 10 de novembro de 2023  | Nia DaCosta           | Megan McDonnell, Nia DaCosta, Elissa Karasik e Zeb Wells         | Kevin Feige                                                   |
| Deadpool & Wolverine                        | 26 de julho de 2024     | Shawn Levy            | Ryan Reynolds, Rhett Reese, Paul Wernick, Zeb Wells e Shawn Levy | Kevin Feige, Ryan Reynolds, Shawn Levy e Lauren Shuler Donner |
| Captain America: Brave New World            | 14 de fevereiro de 2025 | Julius Onah           | Malcolm Spellman, Dalan Musson e Matthew Orton                   | Kevin Feige e Nate Moore                                      |
| Thunderbolts*                               | 2 de maio de 2025       | Jake Schreier         | Eric Pearson e Joanna Calo                                       | Kevin Feige                                                   |
| Fase Seis                                   |                         |                       |                                                                  |                                                               |
| The Fantastic Four: First Steps             | 25 de julho de 2025     | Matt Shakman          | Josh Friedman, Eric Pearson, Jeff Kaplan e Ian Springer          | Kevin Feige                                                   |

### Futuro
| Filme                     | Data de lançamento     | Diretor(es)           | Roteirista(s)                     | Produtor(es)                     | Status             |
| Fase Seis                 | Fase Seis              | Fase Seis             | Fase Seis                         | Fase Seis                        | Fase Seis          |
| ------------------------- | ---------------------- | --------------------- | --------------------------------- | -------------------------------- | ------------------ |
| Spider-Man: Brand New Day | 31 de julho de 2026    | Destin Daniel Cretton | Chris McKenna e Erik Sommers      | Kevin Feige e Amy Pascal         | Filmando           |
| Avengers: Doomsday        | 18 de dezembro de 2026 | Anthony e Joe Russo   | Michael Waldron e Stephen McFelly | Kevin Feige, Anthony e Joe Russo | Filmando           |
| Avengers: Secret Wars     | 17 de dezembro de 2027 | Anthony e Joe Russo   | Michael Waldron e Stephen McFelly | Kevin Feige, Anthony e Joe Russo | Em desenvolvimento |

| Filme                                                  | Data de lançamento | Diretor(es)           | Roteirista(s)         | Produtor(es)                    | Status             |
| Futuro                                                 | Futuro             | Futuro                | Futuro                | Futuro                          | Futuro             |
| ------------------------------------------------------ | ------------------ | --------------------- | --------------------- | ------------------------------- | ------------------ |
| Armor Wars                                             | TBA                | TBA                   | Yassir Lester         | Kevin Feige                     | Em desenvolvimento |
| Black Panther 3                                        | TBA                | Ryan Coogler          | Ryan Coogler          | Kevin Feige e Nate Moore        | Em desenvolvimento |
| Blade                                                  | TBA                | TBA                   | Eric Pearson          | Kevin Feige                     | Produção pausada   |
| Sequência de Shang-Chi and the Legend of the Ten Rings | TBA                | Destin Daniel Cretton | Destin Daniel Cretton | Kevin Feige e Jonathan Schwartz | Em desenvolvimento |
| Filme dos X-Men sem título                             | TBA                | Jake Schreier         | Michael Lesslie       | Kevin Feige                     | Em desenvolvimento |

A qualquer momento, a Marvel Studios tem filmes futuros planejados com cinco a seis anos de antecedência do que foi anunciado: em abril de 2014, histórias adicionais foram planejadas até 2028; em abril de 2022, os filmes do MCU até 2032 estavam sendo planejados; e em julho de 2024, a Marvel Studios tinha ideias para seus projetos até 2029, embora Feige tenha notado que elas poderiam mudar conforme necessário. Após a Saga do Multiverso, a próxima saga do MCU deverá se concentrar em personagens que a Marvel Studios herdou durante a aquisição da 21st Century Fox pela Disney, como os X-Men. A Disney agendou datas de lançamento para possíveis filmes da Marvel Studios para 18 de fevereiro, 5 de maio, 10 de novembro e 15 de dezembro de 2028. Em fevereiro de 2025, o produtor Nate Moore disse que o trabalho em alguns projetos, como Armor Wars, havia desacelerado desde que o estúdio começou a reduzir a produção de conteúdo e se concentrar na qualidade. Em maio, a Marvel Studios estava pronta para avaliar o interesse do roteirista frequente Eric Pearson em projetos que estavam planejados para depois de Avengers: Secret Wars. Naquela época, Feige teria um plano de 10 anos para os X-Men no MCU.

#### Armor Wars
James Rhodes deve enfrentar um dos maiores medos de Tony Stark quando a tecnologia Stark cai em mãos erradas.
Em dezembro de 2020, a Marvel Studios anunciou Armor Wars como uma série baseada na história em quadrinhos de mesmo nome, com Don Cheadle reprisando seu papel como James Rhodes / Máquina de Combate. Em agosto de 2021, Yassir Lester foi contratado como roteirista principal da série. Em setembro de 2022, a Marvel Studios decidiu transformar a série em um longa-metragem, com Cheadle e Lester permanecendo no projeto. As filmagens estão previstas para começar no início de 2023, no Trilith Studios em Atlanta, Geórgia.
Armor Wars se passa após os eventos de Secret Invasion. Walton Goggins reprisa seu papel como Sonny Burch de Ant-Man and the Wasp.

#### Sequência sem título deShang-Chi and the Legend of the Ten Rings
Em dezembro de 2021, a sequência de Shang-Chi and the Legend of the Ten Rings (2021) foi anunciado em estágios iniciais de desenvolvimento, com Destin Daniel Cretton retornando como diretor e roteirista. No mês seguinte, esperava-se que Simu Liu retornasse como Shang-Chi. Em setembro de 2024, Cretton foi escolhido para dirigir Spider-Man: Brand New Day (2026), que era uma prioridade maior para a Marvel Studios do que a sequência de Shang-Chi.

#### Filme dos X-Men sem título
Na San Diego Comic-Con, em julho de 2019, Kevin Feige afirmou que os Mutantes eventualmente seriam introduzidos no MCU, que inclui os X-Men, e disse que esses termos são intercambiáveis e que a representação dos Mutantes no MCU seria diferente da série de filmes X-Men da 20th Century Fox. Em setembro de 2023, a Marvel Studios estava se preparando para se reunir com os roteiristas de um filme dos X-Men no final daquele ano, e Michael Lesslie entrou em negociações para escrever o filme em maio de 2024; um ano depois, foi confirmado que ele escreveria o filme. Pouco depois, Jake Schreier foi anunciado para dirigir o filme após as respostas positivas a Thunderbolts* (2025).

#### Outros projetos
A Marvel Studios está trabalhando em um projeto desconhecido com Scarlett Johansson, que será produtora. O projeto ainda estava em desenvolvimento em meados de junho de 2023, quando o trabalho foi interrompido devido à Greve dos roteiristas de 2023. Em maio de 2025, Ryan Reynolds começou a trabalhar em vários tratamentos de roteiro para um filme conjunto centrado em "três ou quatro" personagens dos X-Men ao lado de Deadpool. O The Hollywood Reporter informou que usar Deadpool em um papel coadjuvante permitiria que os personagens dos X-Men "fossem usados de maneiras inesperadas" e que Reynolds estava trabalhando independentemente da Marvel Studios por enquanto para descobrir o conceito do filme. Em junho, foi relatado que uma sequência de The Fantastic Four: First Steps (2025) estava em desenvolvimento.

## Recepção

### Bilheterias
| Filme                                       | Data de lançamento nos EUA | Arrecadação          | Arrecadação            | Arrecadação     | Ranking geral | Ranking geral | Orçamento            | Ref.                    |
| Filme                                       | Data de lançamento nos EUA | Bilheteria doméstica | Bilheteria no exterior | Total           | EUA e Canadá  | Mundial       | Orçamento            | Ref.                    |
| Fase 1                                      | Fase 1                     | Fase 1               | Fase 1                 | Fase 1          | Fase 1        | Fase 1        | Fase 1               | Fase 1                  |
| ------------------------------------------- | -------------------------- | -------------------- | ---------------------- | --------------- | ------------- | ------------- | -------------------- | ----------------------- |
| Iron Man                                    | 2 de maio de 2008          | $319,034,126         | $266,762,121           | $585,366,247    | 74            | 170           | $140 milhões         | [ 112 ]                 |
| The Incredible Hulk                         | 13 de junho de 2008        | $134,806,913         | $129,964,083           | $264,770,996    | 454           | 573           | $150 milhões         | [ 113 ]                 |
| Iron Man 2                                  | 7 de maio de 2010          | $312,433,331         | $311,500,000           | $623,933,331    | 80            | 151           | $200 milhões         | [ 114 ]                 |
| Thor                                        | 6 de maio de 2011          | $181,030,624         | $268,295,994           | $449,326,618    | 257           | 256           | $150 milhões         | [ 115 ]                 |
| Captain America: The First Avenger          | 22 de julho de 2011        | $176,654,505         | $193,915,269           | $370,569,774    | 273           | 348           | $140 milhões         | [ 116 ]                 |
| The Avengers                                | 4 de maio de 2012          | $623,357,910         | $895,457,605           | $1,518,815,515  | 8             | 8             | $220 milhões         | [ 117 ]                 |
| Fase 2                                      |                            |                      |                        |                 |               |               |                      |                         |
| Iron Man 3                                  | 3 de maio de 2013          | $409,013,994         | $805,797,258           | $1,214,811,252  | 32            | 20            | $200 milhões         | [ 118 ]                 |
| Thor: The Dark World                        | 8 de novembro de 2013      | $206,362,140         | $438,421,000           | $644,783,140    | 204           | 142           | $170 milhões         | [ 119 ]                 |
| Captain America: The Winter Soldier         | 4 de abril de 2014         | $259,766,572         | $454,654,931           | $714,421,503    | 119           | 117           | $170 milhões         | [ 120 ]                 |
| Guardians of the Galaxy                     | 1 de agosto de 2014        | $333,176,600         | $439,600,000           | $772,776,600    | 66            | 100           | $170 milhões         | [ 121 ]                 |
| Avengers: Age of Ultron                     | 1 de maio de 2015          | $459,005,868         | $943,800,000           | $1,402,805,868  | 20            | 11            | $250 milhões         | [ 122 ]                 |
| Ant-Man                                     | 17 de julho de 2015        | $180,202,163         | $339,109,802           | $519,311,965    | 255           | 209           | $130 milhões         | [ 123 ]                 |
| Fase 3                                      |                            |                      |                        |                 |               |               |                      |                         |
| Captain America: Civil War                  | 6 de maio de 2016          | $408,084,349         | $745,211,944           | $1,153,296,293  | 33            | 22            | $250 milhões         | [ 124 ]                 |
| Doctor Strange                              | 4 de novembro de 2016      | $232,641,920         | $445,076,475           | $677,718,395    | 154           | 131           | $165 milhões         | [ 125 ]                 |
| Guardians of the Galaxy Vol. 2              | 5 de maio de 2017          | $389,813,101         | $473,942,950           | $863,756,051    | 41            | 75            | $200 milhões         | [ 126 ]                 |
| Spider-Man: Homecoming                      | 7 de julho de 2017         | $334,201,140         | $545,965,784           | $880,166,924    | 64            | 68            | $175 milhões         | [ 127 ]                 |
| Thor: Ragnarok                              | 3 de novembro de 2017      | $315,058,289         | $538,918,837           | $853,977,126    | 79            | 78            | $180 milhões         | [ 128 ]                 |
| Black Panther                               | 16 de fevereiro de 2018    | $700,059,566         | $646,853,595           | $1,346,913,161  | 4             | 13            | $200 milhões         | [ 129 ]                 |
| Avengers: Infinity War                      | 27 de abril de 2018        | $678,815,482         | $1,369,544,272         | $2,048,359,754  | 5             | 5             | $316–400 milhões     | [ 130 ]                 |
| Ant-Man and the Wasp                        | 6 de julho de 2018         | $216,648,740         | $406,025,399           | $622,674,139    | 181           | 153           | $162 milhões         | [ 131 ]                 |
| Captain Marvel                              | 8 de março de 2019         | $426,829,839         | $701,444,955           | $1,128,274,794  | 25            | 26            | $150–175 milhões     | [ 132 ]                 |
| Avengers: Endgame                           | 26 de abril de 2019        | $858,373,000         | $1,939,427,564         | $2,797,800,564  | 2             | 2             | $356 milhões         | [ 133 ]                 |
| Spider-Man: Far From Home                   | 2 de julho de 2019         | $390,532,085         | $741,395,911           | $1,131,927,996  | 40            | 25            | $160 milhões         | [ 134 ]                 |
| Fase 4                                      |                            |                      |                        |                 |               |               |                      |                         |
| Black Widow                                 | 9 de julho de 2021         | $183,651,655         | $196,100,000           | $379,751,655    | 253           | 351           | $200 milhões         | [ 135 ]                 |
| Shang-Chi and the Legend of the Ten Rings   | 3 de setembro de 2021      | $224,543,292         | $207,700,000           | $432,243,292    | 206           | 327           | $150 milhões         | [ 136 ]                 |
| Eternals                                    | 5 de novembro de 2021      | $164,870,234         | $237,194,665           | $402,064,899    | 325           | 334           | $200 milhões         | [ 137 ]                 |
| Spider-Man: No Way Home                     | 17 de dezembro de 2021     | $804,617,772         | $1,088,000,000         | $1,892,617,772  | 3             | 6             | $200 milhões         | [ 138 ]                 |
| Doctor Strange in the Multiverse of Madness | 6 de maio de 2022          | $411,124,771         | $542,920,956           | $954,045,727    | 34            | 58            | $200 milhões         | [ 139 ] [ 140 ]         |
| Thor: Love and Thunder                      | 8 de julho de 2022         | $343,256,830         | $417,671,251           | $760,928,081    | 66            | 114           | $250 milhões         | [ 141 ] [ 142 ]         |
| Black Panther: Wakanda Forever              | 11 de novembro de 2022     | $453,829,060         | $405,379,776           | $859,208,836    | 25            | 85            | $250 milhões         | [ 143 ]                 |
| Fase 5                                      |                            |                      |                        |                 |               |               |                      |                         |
| Ant-Man and the Wasp: Quantumania           | 17 de fevereiro de 2023    | $214,504,848         | $261,566,271           | $476,071,119    | 200           | 254           | $200 milhões         | [ 144 ]                 |
| Guardians of the Galaxy Vol. 3              | 5 de maio de 2023          | $358,995,815         | $486,559,962           | $845,555,777    | 63            | 88            | $250 milhões         | [ 145 ] [ 146 ]         |
| The Marvels                                 | 10 de novembro de 2023     | $84,500,223          | $121,636,334           | $206,136,557    | 1002          | 880           | $219,8–274,8 milhões | [ 147 ] [ 148 ] [ 149 ] |
| Deadpool & Wolverine                        | 26 de julho de 2024        | $577,203,366         | $634,100,000           | $1,211,303,366  | 16            | 27            | $200 milhões         | [ 150 ] [ 151 ] [ 152 ] |
| Total                                       | Total                      | $12,379,868,385      | $18,661,032,811        | $31,040,901,423 | 1             | 1             | $6,679–7,164 bilhões | [ 153 ] [ 154 ]         |

### Recepção da Crítica
| Filme                                       | Rotten Tomatoes    | Metacritic       |
| Fase 1                                      | Fase 1             | Fase 1           |
| ------------------------------------------- | ------------------ | ---------------- |
| Iron Man                                    | 94% (281 críticas) | 79 (38 críticas) |
| The Incredible Hulk                         | 67% (238 críticas) | 61 (38 críticas) |
| Iron Man 2                                  | 72% (302 críticas) | 57 (40 críticas) |
| Thor                                        | 77% (291 críticas) | 57 (40 críticas) |
| Captain America: The First Avenger          | 79% (273 críticas) | 66 (43 críticas) |
| The Avengers                                | 91% (363 críticas) | 69 (43 críticas) |
| Fase 2                                      |                    |                  |
| Iron Man 3                                  | 79% (329 críticas) | 62 (44 críticas) |
| Thor: The Dark World                        | 66% (285 críticas) | 54 (44 críticas) |
| Captain America: The Winter Soldier         | 90% (308 críticas) | 70 (48 críticas) |
| Guardians of the Galaxy                     | 92% (335 críticas) | 76 (53 críticas) |
| Avengers: Age of Ultron                     | 76% (376 críticas) | 66 (49 críticas) |
| Ant-Man                                     | 83% (336 críticas) | 64 (44 críticas) |
| Fase 3                                      |                    |                  |
| Captain America: Civil War                  | 90% (427 críticas) | 75 (53 críticas) |
| Doctor Strange                              | 89% (387 críticas) | 72 (49 críticas) |
| Guardians of the Galaxy Vol. 2              | 85% (424 críticas) | 67 (48 críticas) |
| Spider-Man: Homecoming                      | 92% (398 críticas) | 73 (51 críticas) |
| Thor: Ragnarok                              | 93% (439 críticas) | 74 (51 críticas) |
| Black Panther                               | 96% (528 críticas) | 88 (55 criticas) |
| Avengers: Infinity War                      | 85% (488 críticas) | 68 (54 críticas) |
| Ant-Man and the Wasp                        | 87% (440 críticas) | 70 (56 criticas) |
| Captain Marvel                              | 79% (544 críticas) | 64 (56 críticas) |
| Avengers: Endgame                           | 94% (550 críticas) | 78 (57 críticas) |
| Spider-Man: Far From Home                   | 90% (454 críticas) | 69 (55 críticas) |
| Fase 4                                      |                    |                  |
| Black Widow                                 | 79% (446 críticas) | 67 (57 críticas) |
| Shang-Chi and the Legend of the Ten Rings   | 91% (334 críticas) | 71 (52 críticas) |
| Eternals                                    | 47% (398 críticas) | 52 (62 críticas) |
| Spider-Man: No Way Home                     | 93% (415 críticas) | 71 (60 críticas) |
| Doctor Strange in the Multiverse of Madness | 74% (457 críticas) | 60 (65 críticas) |
| Thor: Love and Thunder                      | 63% (442 críticas) | 57 (64 críticas) |
| Black Panther: Wakanda Forever              | 83% (440 críticas) | 67 (62 críticas) |
| Fase 5                                      |                    |                  |
| Ant-Man and the Wasp: Quantumania           | 46% (410 críticas) | 48 (61 críticas) |
| Guardians of the Galaxy Vol. 3              | 82% (401 críticas) | 64 (63 críticas) |
| The Marvels                                 | 62% (369 críticas) | 50 (57 críticas) |
| Deadpool & Wolverine                        | 78% (389 críticas) | 56 (58 críticas) |